# Wilfred E. Jacobs
Wilfred E. Jacobs; (1919-1995). Noble y Abogado de Antigua. Educado en Londres. S.M. Isabel II del Reino Unido le designó administrador de Antigua y Barbuda, entre 1967 y 1981. Pero se mantuvo en el poder como representante del jefe de Estado en las islas cuando en 1981 el cargo pasó a llamarse gobernador general, puesto que sostuvo hasta 1993, año en que una enfermedad le hizo retirarse de la política.
| Predecesor: David James Gardiner Rose | Administrador de Antigua y Barbuda 1967 - 1981      | Sucesor: Wilfred E. Jacobs |
| Predecesor: Wilfred E. Jacobs         | Gobernador general de Antigua y Barbuda 1981 - 1993 | Sucesor: James Carlisle    |

- Datos: Q1371707